# Доктор мистецтва
До́ктор мисте́цтва (з лат. artium doctor, D.A.; іноді D.Arts або Art.D.) — освітньо-творчий (науковий) ступінь, запроваджений в Україні прийнятим 05.09.2017 Законом України «Про освіту»:
 

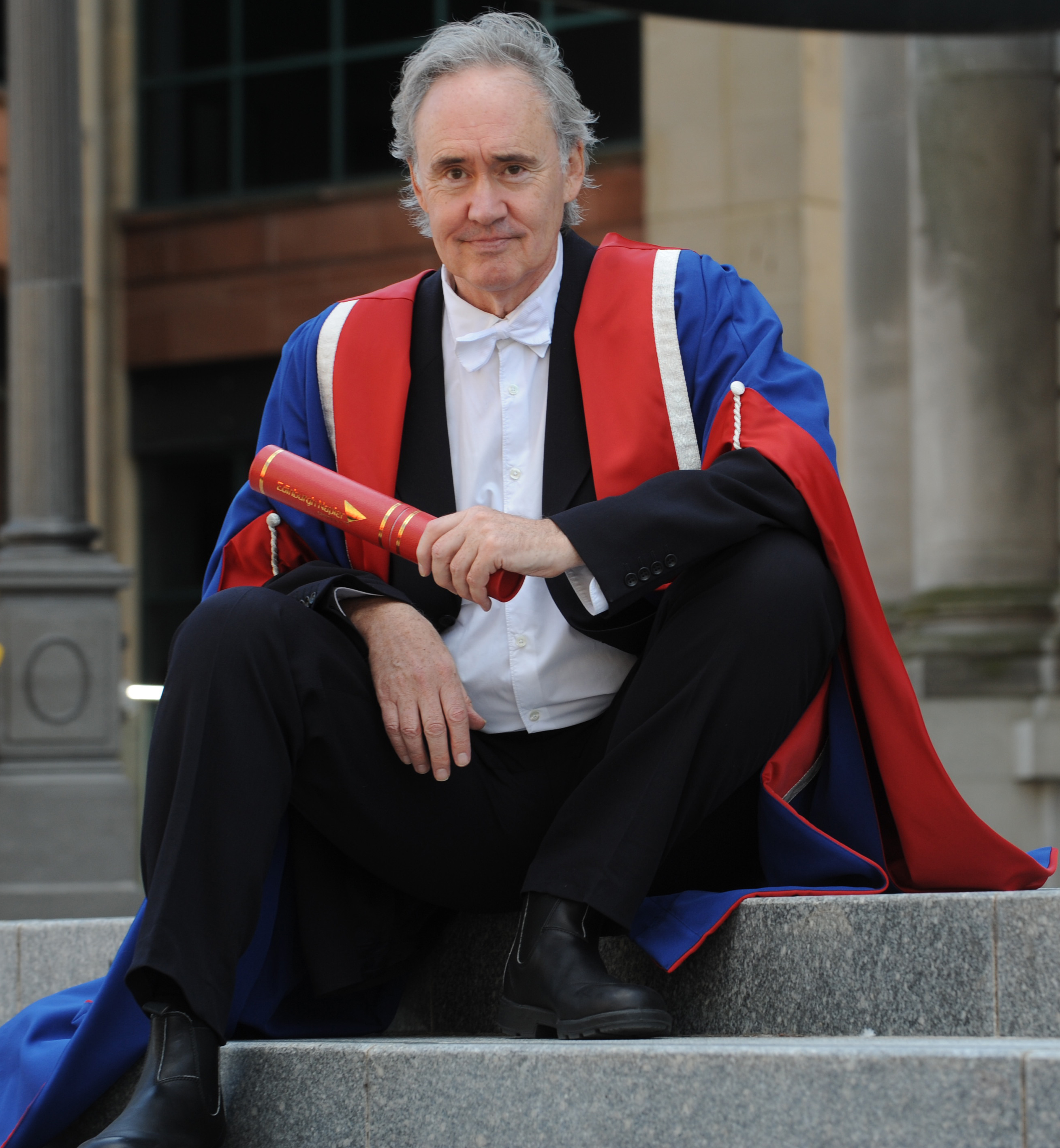
Британський актор Найджел Планер в академічному одязі доктора мистецтвознавства, який отримав почесний ступінь Единбурзького університету Нейпір

«Особа має право здобувати ступінь доктора мистецтва у творчій аспірантурі. Першим етапом здобуття ступеня доктора мистецтва може бути асистентура-стажування, яка є формою підготовки мистецьких виконавських кадрів вищої кваліфікації. Порядок здобуття освітньо-творчого ступеня доктора мистецтва та навчання в асистентурі-стажуванні затверджується Кабінетом Міністрів України за поданням центрального органу виконавчої влади у сфері культури за погодженням з центральним органом виконавчої влади у сфері освіти і науки.
Ступінь доктора мистецтва присуджується спеціалізованою радою з присудження ступеня доктора мистецтва вищого навчального закладу мистецького спрямування за результатом успішного виконання здобувачем вищої освіти відповідної освітньо-творчої програми та публічного захисту творчого мистецького проєкту в порядку, визначеному Кабінетом Міністрів України.
Нормативний строк підготовки доктора мистецтва у творчій аспірантурі становить три роки. Обсяг освітньої складової освітньо-творчої програми підготовки доктора мистецтва становить 30-60 кредитів ЄКТС».
У Розділі XII «Прикінцеві та перехідні положення» до Закону України «Про освіту» передбачено внесення змін до деяких Законів України, у тому числі Закону України «Про вищу освіту». Статтю 5 Закону України «Про вищу освіту» доповнено новими положеннями про запровадження нового освітньо-творчого ступеня «Доктор мистецтва», який здобувається на третьому рівні вищої освіти на основі ступеня магістра.